# МКС-24
МКС-24 — двадцять четвертий довготривалий екіпаж Міжнародної космічної станції, що складався з шести осіб.

## Екіпаж
| Посада        | Червень 2010                           | з червня по вересень 2010 року         |
| ------------- | -------------------------------------- | -------------------------------------- |
| Командир      | Олександр Скворцов (1), РКА            | Олександр Скворцов (1), РКА            |
| бортінженер 1 | Михайло Корнієнко (1), РКА             | Михайло Корнієнко (1), РКА             |
| бортінженер 2 | Трейсі Еллен Колдуелл-Дайсон (2), НАСА | Трейсі Еллен Колдуелл-Дайсон (2), НАСА |
| бортінженер 3 |                                        | Федір Юрчихін (3), РКА                 |
| бортінженер 4 |                                        | Шеннон Вокер (1), НАСА                 |
| бортінженер 5 |                                        | Даглас Вілок (2), НАСА                 |

## Завдання екіпажу
Крім завдання з підтримання працездатності станції, екіпаж МКС-24 виконував програму науково-прикладних досліджень і експериментів, а також роботи з розвантаження кораблів «Прогрес М-05М» і «Прогрес М-06М» і перестикування корабля «Союз ТМА-19». За програмою COTS планується контроль зближення корабля COTS з американським сегментом МКС та обслуговування операцій по стикуванні з кораблем COTS1.

## Позакорабельна діяльність
27 липня Михайло Корнієнко і Федір Юрчихін здійснили вихід у відкритий космос метою якого було, у тому числі, прокладка кабелів, необхідних для інтеграції модуля «Рассвет» до складу російського сегменту МКС, а також зміна телекамери на агрегатному відсіку модуля «Зірка».

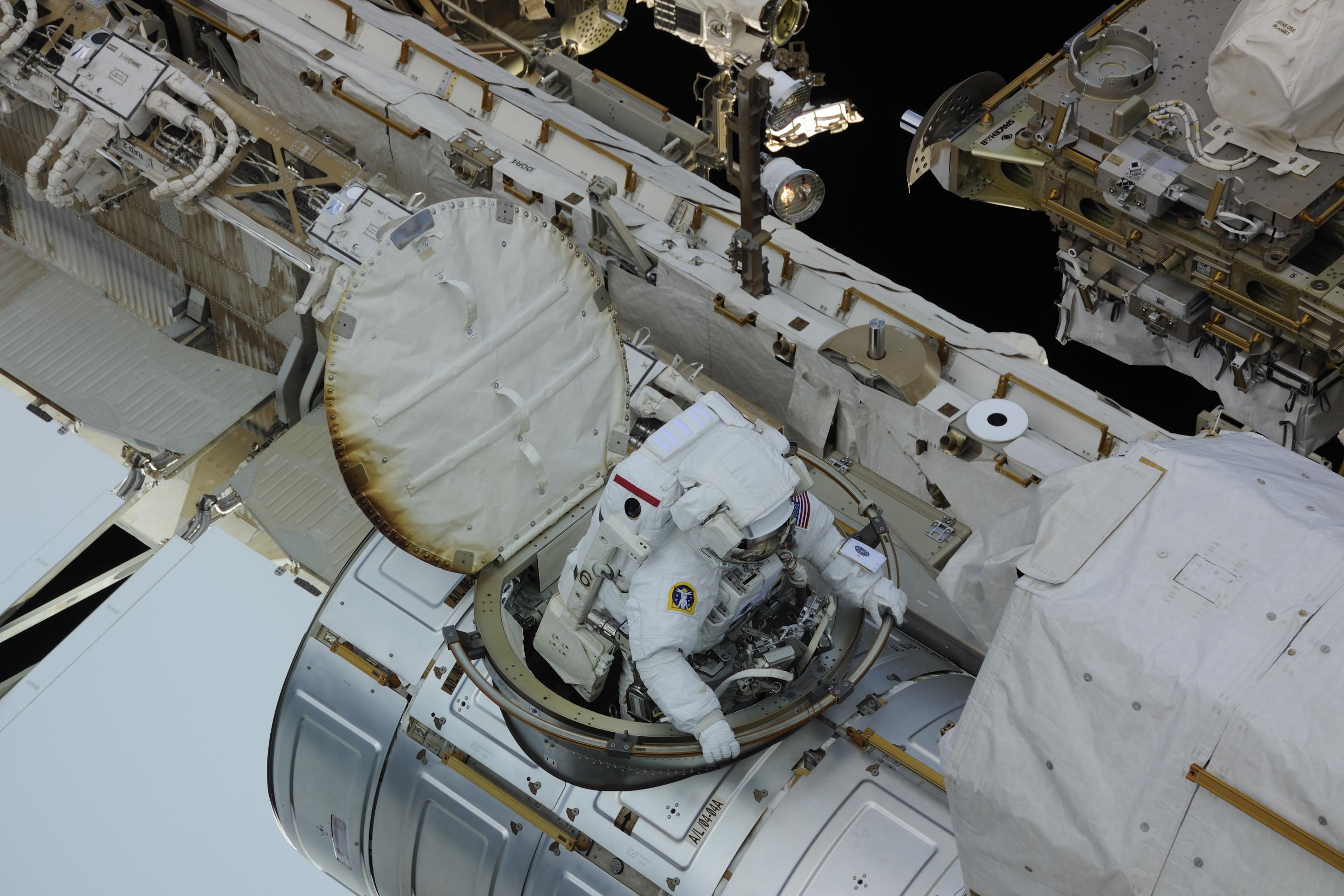
Даглас Вілок в отворі люка МКС. Третій ремонтний вихід у відкритий космос

Кількість виходів у відкритий космос довелося збільшити у порівнянні із запланованим, оскільки у ніч з 31 липня на 1 серпня 2010 року вийшов з ладу аміачний насос у системі терморегуляції МКС. Астронавти Трейсі Еллен Колдуелл-Дайсон і Даглас Вілок здійснили три виходи тривалістю 8 годин 3 хвилини, 7 годин 26 хвилин і 7 годин 20 хвилин для його заміни.